# Французский для начинающих
«Французский для начинающих» (нем. Französisch für Anfänger) — немецко-французская молодёжная комедия 2006 года режиссёра Кристиана Диттера (нем. Christian Ditter).

## Сюжет
Парень (Хенрик) любит девушку (Валери), и ради неё он готов пойти на любую жертву. Жертва в данном случае — поездка во Францию — страну, язык которой он не знает, не любит её культуру, и ещё не очень хорошо отзывается о ней в присутствии желанной Валери, которая наполовину француженка и Францию просто обожает. И вот Хенрик решается отправиться во Францию вместе с Валери. У него в распоряжении всего несколько дней, чтобы признаться ей в любви. За время проведённое во Франции он успевает побывать во многих смешных историях: разбить и потом склеить «Священный Грааль», помять машину родителей приятеля-француза, пропеть прощальную речь и угнать автобус. И всё это так или иначе совершается ради его любимой Валери.

## В ролях
| Актёр             | Роль     |
| ----------------- | -------- |
| Франсуа Гёск      | Хенрик   |
| Паула Шрамм       | Валери   |
| Элоди Болле       | Шарлотта |
| Леннард Бертсцбах | Йоханнес |
| Энтони Морин      |          |
| Сирил Дескур      | Матье    |